# Hendrik Reinoud

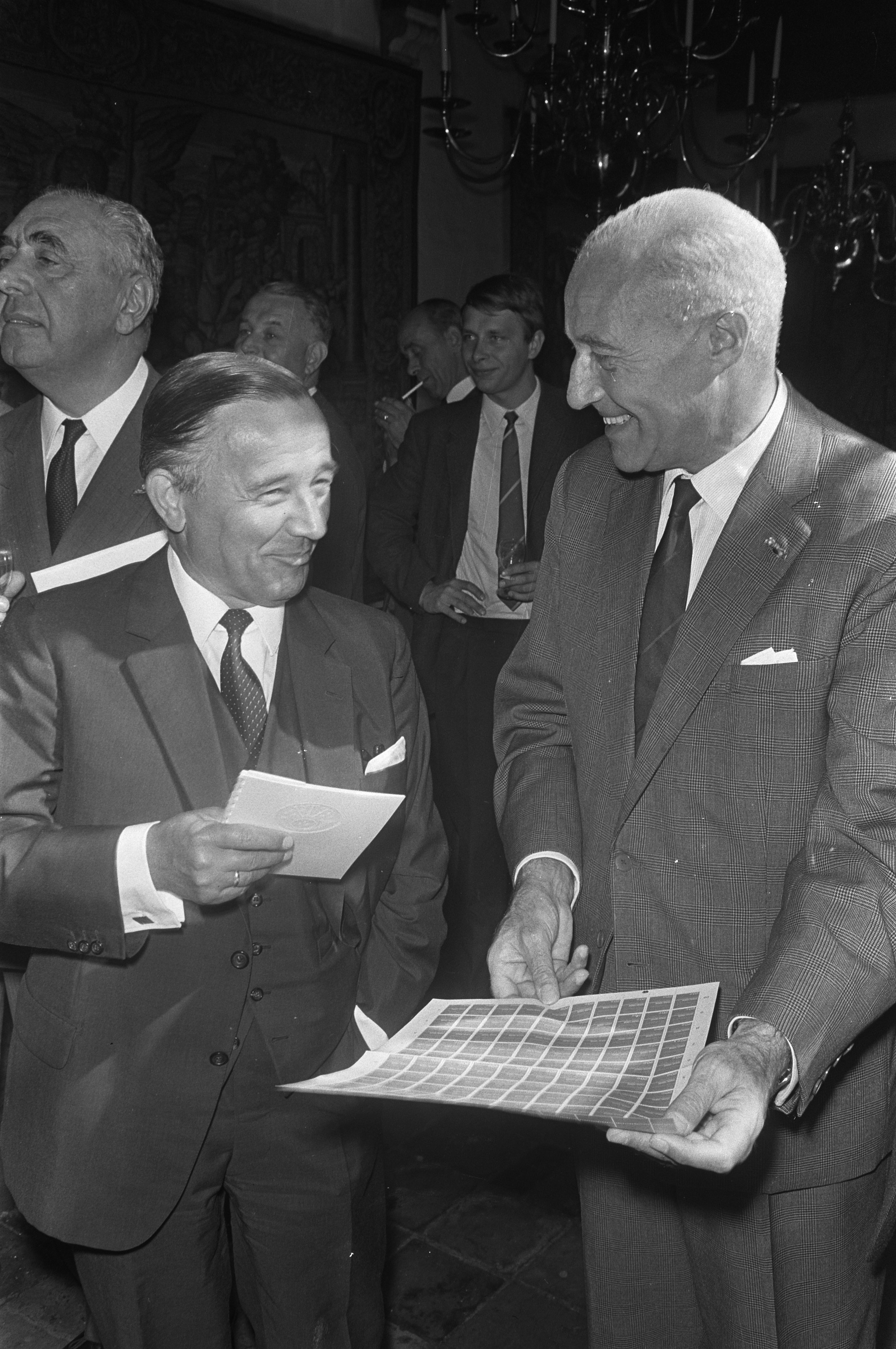
Premier De Jong in gesprek met H.Reinoud (rechts) 1969

Hendrik (Henk) Reinoud (Amsterdam, 31 mei 1907 – ’s-Gravenhage, 26 oktober 1996) was een Nederlands accountant. Van 1968 tot 1972 was hij directeur-generaal van het Staatsbedrijf der PTT.
Reinoud was actief op een breed terrein van het (sociaal-)economische, maatschappelijke en culturele leven. Hij vervulde een pioniersfunctie in de ontwikkeling, toepassing en opleiding van de administratieve organisatie, de informatica en de bestuurlijke wetenschappen voor zowel overheid als bedrijfsleven.
Reinoud was Ridder in de Orde van de Nederlandse Leeuw en Commandeur in de Orde van Oranje-Nassau. In 1981 werd hij benoemd tot eredoctor in de Technische Wetenschappen van de Technische Hogeschool Twente (thans Universiteit Twente).

## Biografie
Reinoud behaalde in de 20er- en 30er-jaren van de 20e eeuw achtereenvolgens de diploma’s HBS-A, MO Boekhouden, MO Staatshuishoudkunde en Statistiek, het Accountantsdiploma van het NIVA (het latere NIVRA) en ten slotte als extraneus het diploma hbs-B.
Reinoud begon zijn werkzame leven als medewerker van het accountantsbureau Van Dien & Co (1925-1935). Hij stapte over naar het Ministerie van Landbouw, waar hij laatstelijk de facto de leiding voerde over de Crisis Accountants Dienst van de ministeries van Economische Zaken en Landbouw en Visserij.
Hij kwam in de oorlogsjaren via een 'studieclubje' in contact met Lambertus Neher, die Reinoud na de oorlog naar de PTT haalde. Vanuit zijn functie bij de Crisis Accountants Dienst wikkelde Reinoud tot eind 1946 nog een aantal onder zijn hoede ressorterende taken af, waaronder het beheer over diepvriesbedrijven, zoals Winterzon en Vita en ruim 5000 boerderijen van NSB-leden.
Bij de PTT werd hij hoofddirecteur Financieel-Economische Zaken en ten slotte directeur-generaal. Hij volgde in die hoedanigheid prof.dr.ir. G.H. Bast op. Met die benoeming in 1968 doorbrak men een bijna ononderbroken traditie van (Delftse) ingenieurs in de top van het staatsbedrijf. Onder zijn leiding werd in de 60-er jaren van de 20e eeuw de Postcheque- en Girodienst (PCGD) als eerste girodienst ter wereld volledig geautomatiseerd.
Reinoud bekleedde daarnaast vele bestuurs- en adviesfuncties bij rijksinstellingen en -organisaties, bedrijfsleven en instellingen voor onderwijs en cultuur.
Van zijn hand verscheen een groot aantal publicaties op het gebied van automatisering en technologische veranderingen, management en bedrijfsbeleid.
Reinoud was Erevoorzitter van het Genootschap voor Automatisering (later Genootschap voor Informatica) en Fellow of the International Academy of Scientific Management.

## Personalia
Reinoud werd geboren in Amsterdam als zoon van Gerhard Reinoud en Aagje Louise Mol. Hij huwde in 1935 met Gerdina de Kiefte (24 augustus 1909 ‘s-Gravenhage, overleden op 18 september 2002 aldaar). Uit dit huwelijk werden vier kinderen geboren.

## Onderscheidingen
- 1963 Officier dans l’ordre du Mérite Postal (Franse onderscheiding voor internationaal werk op het gebied van leiding en organisatie)
- 1965 Fellow of the International Academy of Scientific Management
- 1965 Onderscheiding t.g.v. het 40-jarig bestaan van het Nederlands Instituut voor Efficiency “voor de door hem geleverde uitzonderlijke bijdrage aan de verwerkelijking van de doelstelling van deze vereniging”
- 1966 Ridder in de Orde van de Nederlandse Leeuw
- 1972 Grootofficier in de Orde van Leopold II (België)
- 1972 Commandeur in de Orde van Oranje-Nassau
- 1972 Heinrich von Stephan-Plakette (uitgereikt door Duitse Bundespostminister)
- 1972 Erevoorzitter Nederlands Genootschap voor Automatisering (het latere Genootschap voor Informatica)
- 1972 Opening/ naamgeving Dr.Hendrik Reinoud Computer Centrum Leidschendam (inmiddels omgebouwd tot appartementencomplex)
- 1981 Benoeming tot Doctor honoris causa in de Technische Wetenschappen van de Technische Hogeschool Twente (sinds 1986 Universiteit Twente).

## Bestuurs- en adviesfuncties
- 1946 Lid bestuur en Raad van Toezicht Haags Instituut voor Volksontwikkeling (HIVO)
- 1948-1954 Lid van de Nationale Spaarraad
- 1950-1957 Medeoprichter en penningmeester van het Haags Montessori Lyceum (HML)
- 1952 Voorzitter Nederlandse Kunststichting
- 1952-1954 Lid Rijkscommissie van Advies inzake opleiding van deskundigen op gebied leiding en organisatie van bedrijven
- 1952-1972 Lid Raad van Beheer NOZEMA
- 1952 Voorzitter studiegroep ontwikkeling kantoormachines voor massa-administraties (SOKMA)
- 1954 Curator van het Gezins Begrotings Instituut (het huidige Nibud (Nationaal Instituut voor Budgetvoorlichting) twwc
- 1957-1959 Lid Subcommissie Automatisering Commissie voor vakopleidingsaangelegenheden (SER)
- 1958-1959 Lid Voorbereidingscommissie Bestuursvorm Overheidsbedrijven
- 1958 Vicevoorzitter Stichting Studiecentrum voor Administratieve Automatisering
- 1958 Lid Curatorium Stichting Verkeerswetenschappelijk Centrum
- 1958-1968 Voorzitter van de Internationale Werkgroep ter Bestudering van de automatisering van girodiensten (CEPT)
- 1960 Voorzitter Genootschap Studiecentrum voor Administratieve Automatisering
- 1960 Lid Automatiseringswerkgroep Koninklijk Instituut van Ingenieurs
- 1960 Lid Bestuur Stichting Kunst en Bedrijf
- 1960-1966 Vicevoorzitter Interdepartementale Commissie voor de automatisering van de Rijksadministratie (CAR)
- 1964-1968 Lid Commissie Arbeidsmarktpolitiek SER
- 1965-1986 Voorzitter Werkgroep Automatisering Commissie Arbeidspolitiek SER
- 1966-1968 Idem Voorzitter (CAR)
- 1962 Lid Commissie Prof.Dr.Goedhart inzake Status PTT
- 1970-1977 Lid Bestuur Koning Willem I-Prijs
- 1970-1996 Directeur Hollandsche Maatschappij der Wetenschappen
- 1970-1972 Initiator, medeoprichter President-Commissaris Pandata bv (latere Cap Gemini); daarna tot 1991 Adviseur. Pandata werd opgericht door PTT, Nationale-Nederlanden en AKZO
- 1972-19776 Raadsadviseur Ministerie van Verkeer enWaterstaat
- 1973-1976 Voorzitter Commissie Relatie Overheid-TNO
- 1974-1978 Voorzitter Nederlandse Organisatie ter Bevordering van de informatieverzorging in Nederland; Lid Interdepartementale Commissie Ontwikkeling Beleidsanalyse (COBA); Voorzitter Werkgroep Beleidsanalyse Verkeer en Waterstaat (WEBA); Voorzitter Werkgroep TP 2000 Ministerie van Verkeer en Waterstaat (“Op weg naar het jaar 2000”)
- tot 1972:
  - Voorzitter Raad van Commissarissen Casema
  - (Centrale Antenne Systemen Expoitatie Mij. NV)
  - Lid Raad van Beheer NOZEMA (Nederlandse Omroep Zender Mij. NV)
  - Bestuurslid N.R.L.R. (Nationaal Lucht en Ruimtevaart Laboratorium)
  - Voorzitter N.T.R. (Nationale Telecommunicatie Raad)
  - Commissaris verschillende N.V.'s n B.V.'s (w.o. Nationale-Nederlanden)
  - Lid Commissie Programma Faculteit Bestuurskunde Technische Hogeschool Twente
- 1972-1976 Raadsadviseur Ministerie van Verkeer en Waterstaat
- 1973-1976 Voorzitter Commissie Relatie Overheid-TNO
- 1974-1978 Voorzitter Nederlandse Organisatie ter Bevordering van de informatieverzorging in Nederland; Lid Interdepartementale Commissie Ontwikkeling Beleidsanalyse (COBA); Voorzitter Werkgroep Beleidsanalyse Verkeer en Waterstaat (WEBA); Voorzitter Werkgroep TP 2000 Ministerie van Verkeer en Waterstaat

### Nederlands Instituut van Accountants (NIVA)
- 1942-1960 Lid van het Bureau der Examens
- 1950-1955 Lid van de Raad van Beroep
- 1953 Lid van de Administratieve Organisatie Commissie (AOC)
- 1958 Voorzitter van de Interne Organisatie Commissie IOC)
- 1970-1977 Curator van het Nederlands Instituut van Registeraccountants

### Nederlands Instituut voor Efficiency (NIVE)
- 1950 Voorzitter van de Haagse afdeling van het NIVE
- 1957-1959 Lid van de Tweede Commissie Automatisering
- 1960 Lid-Penningmeester van het Dagelijks Bestuur van het NIVE; Lid Redactieraad

## Publicaties
Van de hand van Reinoud verscheen een groot aantal publicaties in gerenommeerde bladen als Economisch-Statistische Berichten (ESB) en Maandblad voor Accountancy en Bedrijfseconomie (MAB).
Tijdens zijn werkzaamheden bij de Crisis Accountants Dienst van het Ministerie van Landbouw en Visscherij verschenen van zijn hand in 1942 een artikel in ESB over Het kunstmatig drogen van gras, alsmede een brochure over de Stichtings-en exploitatiekosten van grasdrogerijen.
Door de TH Twente werden ter gelegenheid van de benoeming van Reinoud in 1981 tot doctor honoris causa in de Technische Wetenschappen de volgende publicaties en artikelen als 'zeer belangrijk' aangemerkt:
- 1953: Toneelspel: een moeilijk geval in de Directieraad (voor het Studiecentrum Bedrijfsbeleid); ook opgenomen in Ernest Dale “Management: Theory and Practice” 1965 (McGraw-Hill, New York, pag. 578-580)
- 1955/1956: Een studie over een leider in actie. (MABnrs.11&1)
- 1959: Naar een theorie van de leiding? (MAB nr.5)
- 1961: Het bedrijfsbeleid (MAB nr.7)
- 1962: Bedrijfsbeleid, organisatiestructuur, bemanning; beleidsplan en bedrijfsbegroting (MAB nrs.1&9)
- 1963: Methods for studying the extent and rate of introduction of new technologies and their probable effects (Den Haag, Staatsbedrijf der PTT)
- 1963: Bedrijfsbeleid op lange termijn en uitvoering (MAB nr.9)
- 1964: Feiten en problemen rond de administratieve Automatisering (ESBnr.2447)
- 1965: Korte geschiedenis van de automatisering van de PCGD (PTT bedrijfsbanden; speciaal nummer April)
- 1965: De fabrikanten van computers en perifere apparatuur (ESB nr.2486)
- 1966: The evolution of job structures in Europe and North America (met A.Pais) (OECD/European Conference, Zürich 1-4 February)
- 1966: Computers voorkwamen noodsituatie bij PCGD (Elseviers Weekblad nr.22)
- 1966: Impact of new information technologies on management effectiveness (in: “Management and growth” Congress Rotterdam CIOSNIVE***)
- 1967: De jongste ontwikkeling van de automatisering in de Rijksdienst (ESB nr.2581)
- 1967: Zuiver en toegepast wetenschappelijk onderzoek en technische achterstand (ESB nr.2612)
- 1969: Advies over het arbeidsmarktbeleid (Sociaal-Economische Raad nr.1)

### Diversen
- 1968: “Een halve eeuw Postcheque-en Giro Dienst; geschiedenis, plaats in het betalingsverkeer, werking en exploitatie, automatisering in technisch, sociaal en  organisatorisch opzicht van de postgiro”. Voorwoord/Inleiding/50 jaar koersbepalende beleidsbeslissingen/ De toekomstige ontwikkeling (Uitgeverij Het Spectrum; in reeks Marka-boeken nr.80)
- 1972: Bijdrage H.Reinoud “Bedrijfsanalyse in de Bedrijfseconomie (in “Beleid belicht; sociaal- wetenschappelijke bedrijfsanalyse”: (onder redactie van A.Hoogerwerf; Samson/Alphen a/d Rijn)
- 1978: “Informatica, verleden, heden en toekomst”. Door H.Reinoud t.g.v. conferentie 50-jarig Jubileum Rijks Kantoormachine Centrale te ’s-Gravenhage; andere voordrachten door P.H.Leenman (opvolger H.Reinoud als Directeur-Generaal der PTT) en Prof.J.M.van Oorschot.

- International Standard Name Identifier: 0000 0000 3906 4926
- Library of Congress Control Number: no94041987
- Nederlandse Thesaurus van Auteursnamen: 067728472
- Virtual International Authority File: 61124263